# 奇塊菌屬
奇塊菌屬（學名：Paradoxa）是子囊菌門盤菌目塊菌科的一個屬，於1935年由義大利植物學家奧雷斯泰·馬蒂羅洛發表描述，本屬物種為塊菌，特徵為子囊中僅含有一枚子囊孢子，前後共有三個物種被發表，不過分子種系發生學研究顯示本屬是塊菌屬的同物異名，其下物種已改歸入塊菌屬中，且子囊中僅含有一枚孢子的塊菌可能並非單系群。

## 分類
奇塊菌屬最初發表時為單型屬，僅包含分布於義大利的模式種P. monospora，其特徵為子囊中僅含有一枚子囊孢子，長約50-60微米，子囊果呈棕黑色。2008年，有學者將原屬塊菌屬、分布於中國四川與雲南的巨孢奇块菌（Tuber gigantosporum）改歸入本屬中，學名更改為P. gigantospora，此物種的子囊中亦僅有一枚子囊孢子，且子囊果的形態與孢子顏色皆與P. monospora相似，惟前者的孢子大小較大，呈橢球狀，長約105-115微米，寬約70-75微米。2018年中国科学院生态环境部的《中国生物多样性红色名录—大型真菌卷》评估报告將巨孢奇块菌列為瀕危物種。2012年，本屬的第三個物種中华巨孢块菌（Paradoxa sinensis）被發表描述，樣本採集於雲南昆明的菇類市場，本種與P. monospora十分相似，不過本種子囊果呈黃棕色，直徑約2.5公分；產孢體為黑色；子囊中亦只含一枚子囊孢子（極少數情況可能含有兩枚）；子囊孢子長約62.5-72.5微米，稍大於P. monospora的子囊孢子。

### 爭議
2003年，Vizzini即提出本屬實為塊菌屬的同物異名，並於2008年將本屬的模式種P. monospora改歸入塊菌屬，學名改為Tuber monosporum。2011年，有學者發現了另一種子囊中僅含有一枚孢子的塊菌，論文中將其稱為Tuber sp.1，樣本採集於日本，此研究以部分核糖體DNA、真核延伸因子1α、RNA聚合酶II大次單元等基因的序列分析日本多種塊菌的親緣關係，結果顯示Tuber sp.1屬於塊菌屬的其中一個演化支，且與該屬的大孢塊菌（Tuber macrosporum）關係接近。
2014年發表的另一篇分子種系發生學研究以核糖體DNA的轉錄間隔區（ITS）序列分析塊菌科各類群的親緣關係，結果亦顯示本屬屬於塊菌屬的一個演化支，與大孢塊菌互為姊妹群，因此將本屬認定為塊菌屬的異名，並將中华巨孢块菌（P. sinensis）改歸入塊菌屬，學名更改為Tuber sinomonosporum。

### 後續研究
2014年的研究同時發表另一子囊中僅有一枚孢子（少數情況下兩枚）的新種光巨孢塊菌（Tuber glabrum），其樣本採集於雲南曲靖市會澤縣，子囊果呈淡黃棕色或黃綠色；產孢體最初為淺色，成熟後漸轉為黑色；子囊孢子呈橢球形，長約80-92.5微米，寬約55-62.5微米。2015年，又有另一種子囊中僅有一枚孢子的塊菌被發表描述，為採集於四川攀枝花的黄孢块菌（Tuber xanthomonosporum），其子囊果呈淡黃棕色；產孢體最初為白色，成熟後漸轉為黃棕色；子囊孢子長約43微米。此研究亦以ITS序列分析塊菌科各物種的親緣關係，結果發現與本屬有關（子囊中僅有一枚孢子）的物種皆屬塊菌屬的演化支，但Tuber sp.1、中华巨孢块菌與光巨孢塊菌共同組成一演化支，與大孢塊菌和T. canaliculatum互為姊妹群；黄孢块菌則屬於另一演化支，顯示「子囊中僅有一枚孢子的塊菌」（Paradoxa-like species）並非單系群。

## 註腳
1. ↑  曾於1988年在四川省涼山彝族自治州會東縣被採集，又於2002年在雲南省楚雄彝族自治州永仁縣被採集[4]。
2. ↑  此研究僅分析中华巨孢块菌與新種光巨孢塊菌，未分析巨孢奇块菌與P. monospora[9]。
3. ↑  因原本種小名的變體sinense已被塊菌屬的另一物種中國塊菌（Tuber sinense）採用，而變更種小名[9]。